# Zamboanguita
Zamboanguita es un municipio de Cuarta Clase de la provincia en Negros Oriental, Filipinas. De acuerdo con el censo del 2000, tiene una población de 23,338 en 4,691 hogares. 

## Barangays
Zamboanguita está políticamente subdividido en 10 barangays.
- Basac
- Calango
- Lotuban
- Malongcay Diot
- Maluay
- Mayabon
- Nabago
- Nasig-id
- Najandig
- Población